# Верните рок-н-ролл!!!
«Верните рок-н-ролл !!!» — четвёртый и последний студийный альбом российской музыкальной группы «Ранетки», выпущенный 1 марта 2011 года на лейбле Квадро-диск. 28 июня 2012 года диск был переиздан под названием «Верните Ранеток !!!».

## Релиз
Релиз альбома состоялся 1 марта 2011 года на лейбле «Квадро-диск». На диске представлены 13 композиций. Презентация альбома состоялась на сольном концерте «Ранеток» в клубе «Б2». Релизу пластинки предшествовал сингл «Слёзы — лёд», выпущенный 30 октября 2010 года.
28 июня 2012 года на том же лейбле было выпущено переиздание альбома под названием «Верните Ранеток !!!». В пластинку вошло 15 композиций, в частности, два сольных трека Жени Огурцовой и Нюты Байдавлетовой и дебютная песня поп-группы «Пудра» «Мой папа был против».

## Реакция критики
Алексей Мажаев из InterMedia дал альбому смешанную оценку, поставив ему 3 балла из 5 возможных и отметив отсутствие развития по сравнению с предыдущими альбомами группы. Заглавная композиция альбома вызвала любопытство у рецензента, так как по его мнению песня больше похожа на танцевальную, нежели на рок-музыку. Песня «Я тебя найду», по мнению рецензента, «выполнена в таком же духе», так как в ней « встречается даже квазиблюзовое обращение „детка“». Также Мажаев отметил песни «Love и меня (Лови меня)», «С тобой хорошо» и «Тебя теряю я!», которые «навевают мысли о маршировании на смотрах строя и песни». Композицию «Слёзы» рецензент охарактеризовал, как попытку продюсера «заставить „Ранеток“ звучать чуть более „взросло“». На его взгляд, в песне «Ревность» есть старательность, «но не хватает то ли жизненного опыта, то ли актёрского мастерства, чтобы песня звучала убедительно». Песню «Люди — не птицы» была охарактеризована, как обычная «мешанина», «царящая в голове у тинейджера». Песню «Дождь» он посчитал слишком трогательной, сказав, что тем самым «Ранетки» «впадают в детство».

## Список композиций
| №   | Название                 | Вокал                         | Длительность |
| --- | ------------------------ | ----------------------------- | ------------ |
| 1.  | «Я тебя найду»           | Нюта Байдавлетова             | 3:11         |
| 2.  | «Ревность»               | Лена Третьякова               | 3:25         |
| 3.  | «Люди не птицы...»       | Аня Руднева и Лена Третьякова | 3:42         |
| 4.  | «Верните наш рок-н-ролл» | Женя Огурцова                 | 2:27         |
| 5.  | «Лёд»                    | Лена Третьякова               | 3:19         |
| 6.  | «С тобой хорошо»         | Женя Огурцова                 | 3:17         |
| 7.  | «Слёзы»                  | Аня Руднева                   | 3:05         |
| 8.  | «Loveи меня (Лови меня)» | Нюта Байдавлетова             | 3:04         |
| 9.  | «Как же с этим жить...?» | Лена Третьякова               | 3:54         |
| 10. | «Ты не одна...»          | Женя Огурцова                 | 3:39         |
| 11. | «Тебя теряю я»           | Аня Руднева                   | 4:22         |
| 12. | «Когда...»               | Нюта Байдавлетова             | 4:04         |
| 13. | «Дождь»                  | Наташа Мильниченко            | 3:52         |